# カタベガイダマシ
カタベガイダマシ（Indomodulus tectum）は、カタベガイダマシ科 Modulidaeに属する殻高約2cm以下の巻貝で、紀伊半島以南の熱帯西太平洋の潮間帯下の岩礁やサンゴ上に生息する。殻口は広く開き、軸芯下部に牙状の突起が出る。蓋は革質。内壁には螺旋にそって細密な縞模様が刻まれる。太平洋に生息するカタベガイダマシ科の種は本種の他はConomodulus neocaledonensisのみで、熱帯アメリカ両岸産の種とは別の属に分類されるようになった。本種は螺塔がわずかしか突起しないが、他の種では円錐形の螺塔をもつものが多い。